# Anapai repülőtér
Az Anapai repülőtér (IATA: AAQ, ICAO: URKA) (oroszul Аэропорт Анапа [Aeroport Anapa]) nemzetközi repülőtér Oroszországban, a Krasznodari határterületen, Anapa közelében. Éves utasforgalma 1 487 382 fő (2018).

## Futópályák
A repülőtér futópályái:
- 04/22 (2500 m, 45 m, beton)

## Forgalom
Az utasforgalom az elmúlt években az alábbi módon változott:
| Utasok száma | 574 978 | 510 574 | 523  | 5871 | 1 011 000 | 1 179 808 | 1 362 793 | 1 487 382 | 1 813 128 | 2 931 057 |
|              | 2008    | 2009    | 2011 | 2012 | 2014      | 2015      | 2017      | 2018      | 2020      | 2021      |